# 方技家
方技家，學術派别，於先秦至汉初成形，主要研究养生和医药。《汉书·艺文志》記載：「方技者，皆生生之具，王官之一守也。」
方技家以医学为理论基础，但研究范围宽于医学，包括后世的医家与方士、房中、神仙二家后世多归入道家。
方技家甚至还由治身論及治国，《汉书·艺文志》指出方技家特点為“论病以及国，原诊以知政”。

## 分支
據《汉书．艺文志》記載，方技家分为「医经」、「经方」、「神仙」、「房中」四個派別。

## 代表人物
- 上古時代

1. 岐伯
2. 俞跗
3. 伊尹

- 春秋戰國

1. 扁鵲
2. 秦和

- 漢初

1. 倉公

其中以扁鹊最为知名。

## 著作
扁鹊本來著有《扁鹊内经》九卷、《外经》十二卷，今全佚。今日流传下來扁鹊所作《难经》一书，應該是后人的伪作。而《汉书·艺文志》則录有“方技三十六家，八百六十八卷”，今大多佚，只有《黄帝内经》流传下来，现在分为《素问》、《灵枢》二书。  

## 其他意思
后世“方技”一词不限於本來方技家研究範圍，泛指医、卜、星、相。
數術家與陰陽家及方技家很有關聯，因此三者界限不甚清晰，後世亦逐漸將之合流。医家亦有时归入方技家。